# 三澤拓哉
三澤 拓哉（みさわ たくや、1987年〈昭和62年〉 - ）は、日本の映画監督。

## 来歴・人物
1987年神奈川県高座郡寒川町生まれ。両親は教員。2006年神奈川県立茅ケ崎北陵高等学校卒業。2011年明治大学文学部文学科演劇学専攻卒業。2016年日本映画大学映画学部卒業（1期生）。明治大学には教員志望から進学したが、在学中に文学部の演劇専攻に所属したこと、「お茶の水JAZZ祭」の実行委員を務めたときに出会った宇崎竜童からの紹介を受けたことなどから日本映画大学への進学を決める。
日本映画大学在学中の2014年に、初監督作品『3泊4日、5時の鐘』を撮影し、同作は複数の映画賞で賞を得た。
2016年に、DMZ国際ドキュメンタリー映画祭（韓国）による企画「Asia - Co production」の一環として監督した短編ドキュメンタリー『Return』は、モロッコの国際学生映画祭ドキュメンタリー部門のグランプリを獲得した。
2019年、釜山国際映画祭にて長編第二作となる『ある殺人、落葉のころに』がワールドプレミア上映され、翌年大阪アジアン映画祭インディ・フォーラム部門でJAPAN CUTS Awardを受賞。審査員から「潔く大胆でありながらも完成度の高い本作は、三澤監督の今後の作品はもとより、日本インディペンデント映画のダイナミックかつ重要な表現の将来性について、大いに期待を抱かせるものである。」と称賛された。
2022年、高崎映画祭にて『ある殺人、落葉のころに』で新進監督グランプリを受賞。

## 主な参加作品
※すべて公開年
- 2012年アシスタント・プロデューサー『おだやかな日常』（監督:内田伸輝）
- 2013年アシスタント・プロデューサー『ほとりの朔子』（監督:深田晃司）
- 2013年制作『マンガ肉と僕』（監督:杉野希妃）
- 2014年プロデューサー『少年の夢』（監督:杉野希妃）
- 2014年演出助手『欲動』（監督:杉野希妃）
- 2014年脚本・監督『3泊4日、5時の鐘』
- 2016年監督『Return』
- 2017年脚本・監督『C-sidetown』
- 2019年脚本・監督『ある殺人、落葉のころに』
- 2022年脚本・監督『ショートショートシアター THE湘南市』

## 受賞歴
- 第14回マラケシュ国際映画祭
- 第25回シンガポール国際映画祭
- 第10回大阪アジアン映画祭
- 第44回ロッテルダム国際映画祭
- 第5回北京国際映画祭（注目未来部門最優秀脚本賞）
- 第3回シロス国際映画祭(コンペティション部門最優秀作品賞）
- ニッポンコネクション
- 第35回ハワイ国際映画祭
- 第52回台北金馬映画祭
- 第30回ベルフォール国際映画祭
- 第35回高崎映画祭（新進監督グランプリ）